# Résultat fiscal en France
 (signalé en août 2025).
Si vous disposez d'ouvrages ou d'articles de référence ou si vous connaissez des sites web de qualité traitant du thème abordé ici, merci de compléter l'article en donnant les références utiles à sa vérifiabilité et en les liant à la section « Notes et références ».
- Archive Wikiwix
- Bing
- Cairn
- DuckDuckGo
- E. Universalis
- Gallica
- Google
- G. Books
- G. News
- G. Scholar
- Persée
- Qwant
- (zh) Baidu
- (ru) Yandex
- (wd) trouver des œuvres sur Wikidata

Le résultat fiscal s'utilise en fiscalité des entreprises et en comptabilité. Il sert à la détermination de la base imposable pour l'impôt sur les sociétés et l'impôt sur le revenu (BIC, notamment). Il ne doit pas être confondu avec le résultat courant :
- Résultat comptable = Produits - Charges
- Résultat fiscal = Résultat courant - Déductions extra-comptables + Réintégrations extra-comptables

Les déductions et réintégrations se font sur le feuillet 2058 (tableaux A et B) de la liasse fiscale.

## Principe
Le résultat fiscal sert à déterminer le montant de l'impôt :
- Impôt dû sur la période = Résultat fiscal x taux d'imposition

ou :
- Résultat net comptable = résultat comptable avant IS - (Résultat fiscal x taux d'IS)

Les règles de la comptabilité sont déterminées, en France, par le plan comptable général (PCG), ou règlement n° 99-03 du comité de la réglementation comptable. La différence entre les produits et les charges (de toute nature) donne le résultat comptable.
Cependant, sur le plan fiscal, la reconnaissance des produits et des charges peut suivre un régime distinct : enregistrement à des dates différentes (respect du principe de séparation des exercices), interdiction de déduire certaines charges, etc. La différence entre les produits (au sens fiscal) et les charges (au sens fiscal) donne le résultat fiscal.
Le calcul du résultat fiscal se fait à partir du résultat comptable. Il s'agit de retraitements, et non pas d'un double enregistrement.
Les retraitements peuvent être de deux nature : des déductions extra-comptables ou des réintégrations.

### Anciennes réintégrations extra-comptables

#### Provision pour congés à payer pour les entreprises créés avant 1987
En comptabilité, la provision pour congés à payer s'enregistre l'année d'acquisition des congés (supposons N - 1). Fiscalement, ces charges ne sont déductibles que lors de leur paiement (soit en N, lorsque le salarié prend effectivement ses congés).
À la clôture de l'exercice N - 1, l'entreprise a constaté une charge (non déduite fiscalement, cf. infra). Fin N, la charge devient déductible fiscalement. Mais elle ne fait pas partie du résultat comptable (elle a été enregistrée comptablement en N - 1). Pour pouvoir diminuer sa base imposable, l'entreprise doit déduire le montant de la provision pour congés à payer de son résultat fiscal N. Cette déduction est extra-comptable, parce qu'elle ne fait pas intervenir d'écriture comptable en N.
Exemple d'application'
Supposons une entreprise, dont le résultat comptable avant IS est de 600 en N. À la clôture de l'exercice N - 1, une provision pour congés à payer a été constituée pour 30 (taux d'IS à 33 1/3 %, pas d'autres éléments par simplification).
En N, les salariés prennent effectivement leurs congés, la provision est reprise (produit de 30) et une charge identique de 30 est constatée. L'impact sur le résultat comptable en N est neutre.
Fiscalement, la charge constatée en N - 1 n'était pas déductible, elle a été réintégrée au résultat fiscal (voir Réintégrations). Sans retraitements, l'IS en N serait 200 (600 * 1/3 = 200), et le résultat net comptable 400 (600 - 200 = 400).
Le retraitement pour l'année N-1 portera le résultat fiscal N-1 à 630 (600 + 30 déduits en compta mais pas fiscalement et donc à réintégrer = 630), l'IS correspondant sera 210 (630 * 1/3 = 210), et le résultat net comptable de 390(600 - 210 = 390).
Ensuite, le retraitement pour l'année N portera le résultat fiscal N à 570 (600 - 30 (déduits comptablement en N-1 et enfin déductible fiscalement en N du fait de leur paiement)).
Il faut également réintégrer et déduire la taxe d'apprentissage en N - 1 et N, comme les congés payés. Attention cependant, elle apparaît sous forme de trimestre... pour l'année N.

### Réintégrations
Les réintégrations sont une neutralisation de l'effet d'une charge comptable sur le résultat fiscal.
Une réintégration est à effectuer lorsqu'un produit n'a pas été comptabilisé et qu'il est imposable, de même pour une charge comptabilisée qui n'est pas imposable.

#### Ex: Taxe sur les véhicules des sociétés (TVS)
La TVS est une taxe acquittée par les sociétés soumises à l'IS. Il s'agit d'une charge comptable, enregistrée en tant que telle dans le compte de résultat. Or la TVS n'est pas déductible de la base imposable de l'IS (i.e. du résultat fiscal). A la clôture l'entreprise va réintégrer le montant de cette taxe à son résultat fiscal.
Supposons une entreprise dont le résultat comptable avant IS est de 300, et 30 de TVS (taux d'IS à 33 1/3 %, pas d'autres éléments par simplification). Sans retraitement, l'IS serait de 100 (300 * 1/3 = 100), le résultat net comptable de 200 (300 - 100).
La réintégration aura pour effet de porter le résultat fiscal à 330 (300 + 30). L'IS correspondant de 330 x 1/3 = 110, et le résultat net comptable de 190 (300 - 110).

## Principaux retraitements du résultat comptable
Il s'agit d'une liste non exhaustive de quelques divergences entre comptabilité et fiscalité impliquant un retraitement sur le tableau 2058-A de la liasse fiscale.

### Déductions extra-comptables
- Dividendes perçus dans le cadre du régime « mère-filles »
- Plus-values non soumises au taux normal de l'IS (réputées être à long terme), pour être imposées séparément
- Charges devenues déductibles du fait de leur décaissement (Contribution Sociale de Solidarité sur les Sociétés (C3S), congés payés des salariés...)
- Créance issue du report en arrière des déficits (ou créance de carry-back)

### Réintégrations extra-comptables
- Amortissement comptable, les dernières années, lorsque la durée d'amortissement fiscale est plus courte que la durée comptable (à base amortissable identique)
- Rémunération de l'exploitant dans les entreprises individuelles
- Rémunération du conjoint salarié dans les entreprises individuelles n'adhérant pas à un centre de gestion agréé (CGA)
- Taxe sur les véhicules de tourisme des sociétés (TVTS)
- Impôt sur les sociétés, qui n'est pas déductible de lui-même
- Les amendes ou pénalités payées par l'entreprise

On doit réintégrer les dons, faits dans l'année concernée.

## Impacts sur plusieurs exercices
Il est nécessaire de distinguer deux situations :
- Différences définitives entre comptabilité et fiscalité :

Les différences définitives correspondent à des produits qui ne seront jamais imposables (sous réserve du respect des conditions d'exonération), ou à des charges qui ne seront jamais déductibles (Ex : TVTS). L'économie d'impôt est perdue définitivement.
- Différences temporaires entre comptabilité et fiscalité :

Il s'agit d'un simple décalage de l'imposition (et donc de l'économie ou du surcoût d'impôt correspondant). Pour reprendre notre exemple sur les provisions pour congés à payer :
|                                       | Comptable théorique N-1 | Comptable avec retraitements fiscaux N-1 | Différence N-1 | Comptable théorique N | Comptable avec retraitements fiscaux N | Différence N | Solde des différences |
| ------------------------------------- | ----------------------- | ---------------------------------------- | -------------- | --------------------- | -------------------------------------- | ------------ | --------------------- |
| Résultat comptable avant IS           | 600                     | 600                                      | 0              | 600                   | 600                                    | 0            | 0                     |
| (Dont provisions pour congés à payer) | 30                      | 30                                       | 0              | 0                     | 0                                      | 0            | 0                     |
| Résultat fiscal avant retraitements   | 600                     | 600                                      | 0              | 600                   | 600                                    | 0            | 0                     |
| Réintégrations                        | 0                       | 30                                       | 30             | 0                     | -30                                    | '-30'        | 0                     |
| Résultat fiscal après retraitements   | 600                     | 630                                      | 30             | 600                   | 570                                    | '-30'        | 0                     |
| IS                                    | 200                     | 210                                      | 10             | 200                   | 190                                    | '-10'        | 0                     |
| Résultat net comptable                | 400                     | 390                                      | '-10'          | 400                   | 410                                    | 10           | 0                     |

L'impact fiscal est compensé entre N - 1 et N : si l'IS théorique est de 200 chaque année, l'IS réel est majoré en N - 1 (210) par la réintégration, et minoré en N (190) par la déduction extra-comptable. Sur deux exercices, le cumul des IS réels correspond bien à l'IS théorique (190 + 210 = 400 ; 200 + 200 = 400).
La notion de résultat fiscal, et son impact, est à rapprocher de l'impôt différé existant en consolidation.